# バラッド3 〜the album of LOVE〜
『バラッド3 〜the album of LOVE〜』（バラッド・スリー ジ・アルバム・オブ・ラヴ）は、サザンオールスターズの3作目のバラードベストアルバム。2000年11月22日にCDで発売。発売元はタイシタレーベル。
2014年12月17日からはダウンロード配信、2019年12月20日からはストリーミング配信が開始されている。

## 背景
『BALLADE 2 '83〜'86』以来、約13年ぶりとなるバラッドシリーズ第3弾。本作が発売された2000年は、シングル「TSUNAMI」が自身最大ヒットを記録したことや、桑田佳祐の地元である茅ヶ崎市でのライブが成功するなどファンに大きく支えられた年となった。そのため、支えてくれた御礼として以前からファンより発売希望があった“バラッドシリーズの第3弾”となる本作の発売が決定した。
本作の選曲は、桑田が決めたものであり、収録曲の選曲期間は1987年 - 2000年までであるが、サザン名義の楽曲が発表されなかった1987年、活動を再開した1988年発表の楽曲は収録されていない。

## リリース・アートワーク
初回盤は専用スリーブケース付き。特典としてこのジャケットを模したポストカードも封入された。通常盤との収録内容に相違はない。また、メンバーの関口和之のソロアルバム『口笛とウクレレ』と本作は同時発売である。
ジャケットはハート型の太陽が夕時の海に沈むといった描写であり、本作のテレビCMでも背景に使用された。

## 受賞歴
| 年     | 音楽賞                         | 結果                             | 出典  |
| ------ | ------------------------------ | -------------------------------- | ----- |
| 2001年 | 第15回日本ゴールドディスク大賞 | ロックアルバム・オブ・ザ・イヤー | [ 7 ] |

## チャート成績
2000年12月4日付のオリコン週間ランキングで初週100万枚以上を売り上げて1位を獲得した。首位を獲得したことでグループとしては史上初となる3年代（1980年代、1990年代、2000年代）首位獲得を記録した。2008年までにオリコンによる累計売上枚数は284.5万枚を記録して、バラッドシリーズでは最大売上となっている。
発売以降、毎年夏の時期に『海のYeah!!』と共にランキングに浮上することが多く、特に無期限活動休止を発表した2008年、活動再開を発表した2013年、ベスト・アルバム『海のOh, Yeah!!』が発売された2018年などは高い売上を記録している。
オリコンによる本作の登場週数は246週である。
2017年9月時点でTSUTAYAにおいて累計222万回以上がレンタルされ、同時点でTSUTAYAにおけるベスト盤のレンタル回数では歴代14位である。

## 収録曲
- 収録曲は各作品で説明しているため、ここでは説明を省略する。
- ※はアルバム初収録曲。タイトル表記は基本的にオリジナル収録時のものに従った。

| 全作曲: 桑田佳祐。 |                                                 |                                   |            |                                                |      |
| #                  | タイトル                                        | 作詞                              | 作曲・編曲 | 編曲                                           | 時間 |
| 1.                 | 「真夏の果実」                                  | 桑田佳祐                          | 桑田佳祐   | サザンオールスターズ & 小林武史                | 4:37 |
| 2.                 | 「女神達への情歌 (報道されないY 型の彼方へ)」   | 桑田佳祐 英語補作詞：Tommy Snyder | 桑田佳祐   | サザンオールスターズ & 門倉聡                  | 4:57 |
| 3.                 | 「さよならベイビー」                            | 桑田佳祐                          | 桑田佳祐   | サザンオールスターズ & 門倉聡                  | 4:54 |
| 4.                 | 「逢いたくなった時に君はここにいない」          | 桑田佳祐                          | 桑田佳祐   | サザンオールスターズ                           | 4:36 |
| 5.                 | 「希望の轍」                                    | 桑田佳祐                          | 桑田佳祐   | 桑田佳祐 & 小林武史                            | 4:12 |
| 6.                 | 「忘れられた Big Wave」                         | 桑田佳祐                          | 桑田佳祐   | サザンオールスターズ & 門倉聡                  | 3:09 |
| 7.                 | 「せつない胸に風が吹いてた」                    | 桑田佳祐                          | 桑田佳祐   | 小林武史 & サザンオールスターズ                | 4:25 |
| 8.                 | 「涙のキッス」                                  | 桑田佳祐                          | 桑田佳祐   | 小林武史 & サザンオールスターズ                | 4:43 |
| 9.                 | 「OH, GIRL (悲しい胸のスクリーン)」             | 桑田佳祐 英語補作詞：Tommy Snyder | 桑田佳祐   | サザンオールスターズ                           | 3:55 |
| 10.                | 「素敵なバーディー (NO NO BIRDY)」              | 桑田佳祐                          | 桑田佳祐   | サザンオールスターズ 編曲補：片山敦夫          | 5:09 |
| 11.                | 「冷たい夏 ※」                                  | 桑田佳祐                          | 桑田佳祐   | サザンオールスターズ                           | 5:04 |
| 12.                | 「HAIR」                                        | 桑田佳祐                          | 桑田佳祐   | 小林武史 & サザンオールスターズ                | 4:53 |
| 13.                | 「慕情」                                        | 桑田佳祐                          | 桑田佳祐   | 小林武史 & サザンオールスターズ 弦編曲：桑野聖 | 3:39 |
| 14.                | 「クリスマス・ラブ (涙のあとには白い雪が降る)」 | 桑田佳祐                          | 桑田佳祐   | 小林武史 & サザンオールスターズ                | 5:51 |
| 合計時間:          | 合計時間:                                       | 合計時間:                         | 合計時間:  | 64:04                                          |      |

| 全作曲: 桑田佳祐。 |                                        |                                   |            |                                                              |      |
| #                  | タイトル                               | 作詞                              | 作曲・編曲 | 編曲                                                         | 時間 |
| 1.                 | 「愛の言霊 〜Spiritual Message〜」     | 桑田佳祐                          | 桑田佳祐   | サザンオールスターズ SAX SOLI編曲：山本拓夫                  | 4:50 |
| 2.                 | 「BLUE HEAVEN」                        | 桑田佳祐                          | 桑田佳祐   | サザンオールスターズ                                         | 5:33 |
| 3.                 | 「あなただけを 〜Summer Heartbreak〜」 | 桑田佳祐                          | 桑田佳祐   | サザンオールスターズ 管編曲：山本拓夫 & サザンオールスターズ | 5:14 |
| 4.                 | 「Moon Light Lover」                   | 桑田佳祐                          | 桑田佳祐   | サザンオールスターズ 管編曲：山本拓夫 & サザンオールスターズ | 4:52 |
| 5.                 | 「愛無き愛児 〜Before The Storm〜」    | 桑田佳祐 英語補作詞：Tommy Snyder | 桑田佳祐   | サザンオールスターズ                                         | 4:47 |
| 6.                 | 「心を込めて花束を」                   | 桑田佳祐                          | 桑田佳祐   | 宮川泰                                                       | 4:08 |
| 7.                 | 「唐人物語 (ラシャメンのうた)」        | 桑田佳祐                          | 桑田佳祐   | サザンオールスターズ                                         | 4:42 |
| 8.                 | 「SAUDADE 〜真冬の蜃気楼〜」           | 桑田佳祐                          | 桑田佳祐   | サザンオールスターズ 管編曲：山本拓夫                        | 4:53 |
| 9.                 | 「湘南SEPTEMBER」                      | 桑田佳祐                          | 桑田佳祐   | サザンオールスターズ 弦編曲：島健                            | 4:33 |
| 10.                | 「TSUNAMI ※」                          | 桑田佳祐                          | 桑田佳祐   | サザンオールスターズ 弦編曲：島健                            | 5:12 |
| 11.                | 「夏の日のドラマ ※」                   | 桑田佳祐                          | 桑田佳祐   | サザンオールスターズ                                         | 5:11 |
| 12.                | 「LOVE AFFAIR 〜秘密のデート」         | 桑田佳祐                          | 桑田佳祐   | サザンオールスターズ 管編曲：山本拓夫                        | 5:20 |
| 13.                | 「SEA SIDE WOMAN BLUES」               | 桑田佳祐                          | 桑田佳祐   | サザンオールスターズ                                         | 4:25 |
| 14.                | 「素敵な夢を叶えましょう」             | 桑田佳祐                          | 桑田佳祐   | 島健 & サザンオールスターズ                                  | 5:07 |
| 合計時間:          | 合計時間:                              | 合計時間:                         | 合計時間:  | 68:47                                                        |      |

### Disc 1
1. 真夏の果実
1990年発売の28枚目シングル。
2. 女神達への情歌 (報道されないY 型の彼方へ)
1989年発売の25枚目シングル。
3. さよならベイビー
1989年発売の26枚目シングル。
4. 逢いたくなった時に君はここにいない
1990年発売の9枚目アルバム『Southern All Stars』収録曲。
5. 希望の轍
1990年発売の10枚目アルバム『稲村ジェーン』収録曲。
6. 忘れられた Big Wave
アルバム『Southern All Stars』収録曲。
7. せつない胸に風が吹いてた
1992年発売の11枚目アルバム『世に万葉の花が咲くなり』収録曲。
8. 涙のキッス
1992年発売の31枚目シングル。
9. OH, GIRL (悲しい胸のスクリーン)
アルバム『Southern All Stars』収録曲。
10. 素敵なバーディー (NO NO BIRDY)
1993年発売の33枚目シングル。
11. 冷たい夏
1991年発売の29枚目シングル「ネオ・ブラボー!!」のカップリング曲。
12. HAIR
アルバム『世に万葉の花が咲くなり』収録曲。
13. 慕情
アルバム『世に万葉の花が咲くなり』収録曲。
14. クリスマス・ラブ (涙のあとには白い雪が降る)
1993年発売の34枚目シングル。

### Disc 2
1. 愛の言霊 〜Spiritual Message〜
1996年発売の37枚目シングル。
2. BLUE HEAVEN
1997年発売の40枚目シングル。
3. あなただけを 〜Summer Heartbreak〜
1995年発売の36枚目シングル。
4. Moon Light Lover
1996年発売の12枚目アルバム『Young Love』収録曲。
5. 愛無き愛児 〜Before The Storm〜
アルバム『Young Love』収録曲。
6. 心を込めて花束を
アルバム『Young Love』収録曲。
7. 唐人物語 (ラシャメンのうた)
1998年発売の13枚目アルバム『さくら』収録曲。
原由子のメインボーカル曲。
8. SAUDADE 〜真冬の蜃気楼〜
アルバム『さくら』収録曲。
9. 湘南SEPTEMBER
アルバム『さくら』収録曲。
10. TSUNAMI
2000年発売の44枚目シングル。本作発売の際のCMソングにも使用された楽曲[18]。
11. 夏の日のドラマ
1999年発売の43枚目シングル「イエローマン 〜星の王子様〜」のカップリング曲。
松田弘のメインボーカル曲。
12. LOVE AFFAIR 〜秘密のデート
1998年発売の41枚目シングル。
13. SEA SIDE WOMAN BLUES
1997年発売の39枚目シングル「01MESSENGER 〜電子狂の詩〜」のカップリング曲。
14. 素敵な夢を叶えましょう
アルバム『さくら』収録曲。